# Jennifer Doudna
Jennifer Anne Doudna, ameriška biokemičarka, * 19. februar 1964.
Je kanclerska profesorica Katedre za kemijo in Katedre za molekularno in celično biologijo Univerze Kalifornije v Berkeleyju. Doudna je od leta 1997 raziskovalna sodelavka Medicinskega inštituta Howarda Hughesa (HHMI), od leta 2018 pa je na položaju višje raziskovalke Inštitutov Gladstone in profesorica na Univerzi Kalifornije v San Franciscu.
Doudna je s ključno vlogo pri raziskovanju in vodenju raziskav genetskega urejanja s tehniko CRISPR vodilna osebnost takoimenovane »revolucije CRISPR«. Leta 2012 sta bili z Emmanuelle Charpentier prvi, ki sta predlagali, da bi encime CRISPR-Cas9 (bakterijske encime, ki uravnavajo protimikrobno imunost) uporabili za programirljivo urejanje genoma, kar štejejo za eno od najpomembnejših odkritij v zgodovini biologije.
Doudna je prispevala temeljna odkritja na področjih biokemije in genetike, za kar je prejela številne prestižne nagrade in priznanja, vključno z nagrado Alana T. Watermana za rentgensko kristalografsko določitev zgradbe ribocima in nagrado za preboj na področju bioloških ved (s Charpentierovo) za tehniko genetskega urejanja CRISPR-Cas9, bila je soprejemnica Gruberjeve nagrade za genetiko (2015), prejela je tudi Kanadsko Gairdnerjevo mednarodno nagrado (2016) in Japonsko nagrado (2017). Zunaj znanstvene skupnosti jo je revija Time (s Charpentierovo) navedla kot eno od 100 najvplivnejših osebnosti leta 2015, leta 2016 pa je bila skupaj z drugimi raziskovalci tehnologije CRISPR v izboru za osebnost leta revije Time. Leta 2020 sta Charpentier in Doudna za razvoj tehnike CRISPR prejeli še Nobelovo nagrado za kemijo.